# Rotores en tándem

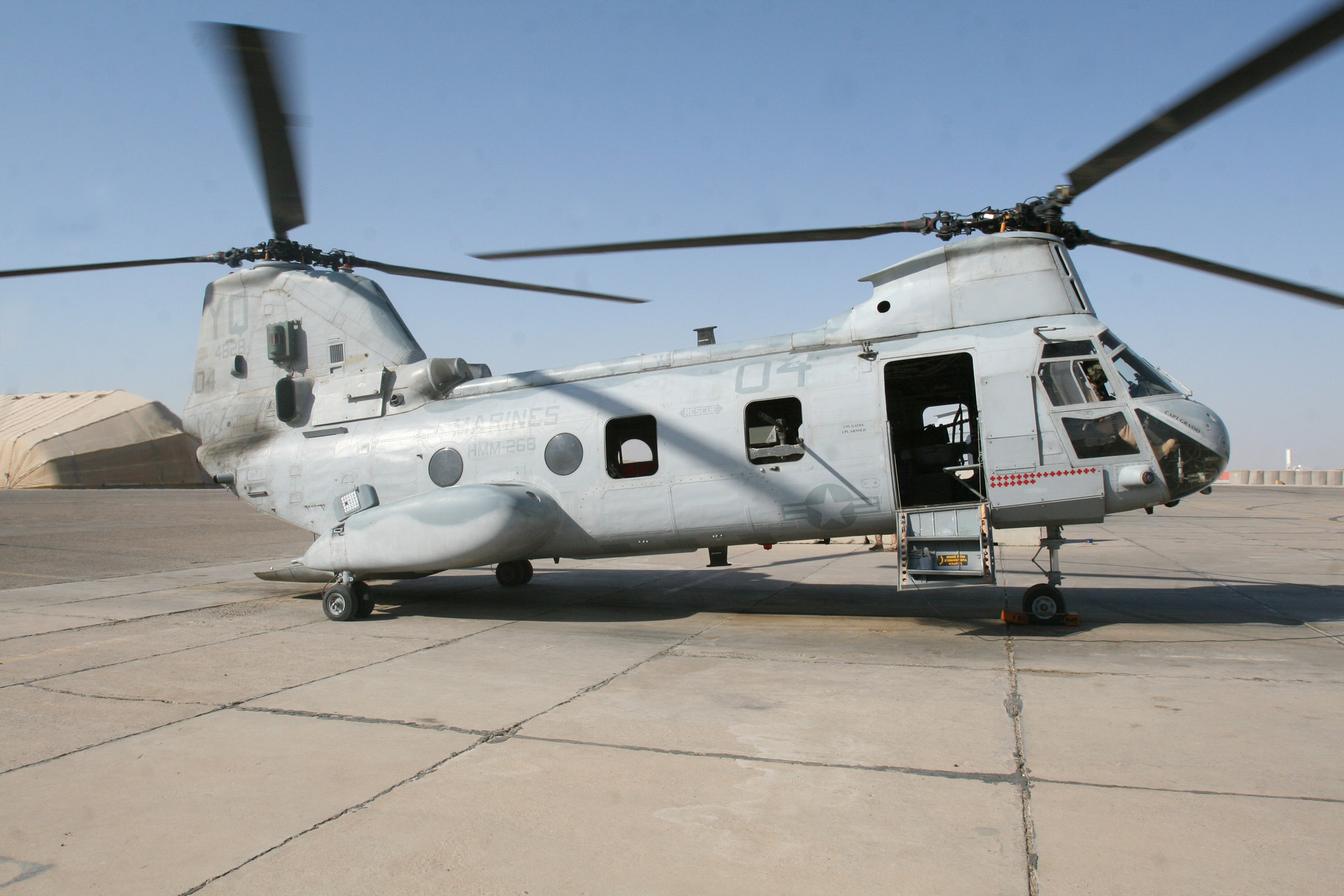
CH-46 Sea Knight, helicóptero de rotores en tándem.

Los helicópteros con rotores en tándem tienen dos rotores montados uno en frente del otro (a distintas alturas) en el sentido longitudinal del helicóptero, es decir, en tándem. Esta configuración se suele usar en helicópteros de transporte.
Los helicópteros de un único rotor principal necesitan un rotor de cola para neutralizar el par motor producido por el rotor principal y mantenerse estable en vuelo. En cambio, los helicópteros con rotores en tándem, al usar rotores contrarrotativos, cada uno de ellos cancela el par generado por el otro y es estable en vuelo sin necesidad de ningún otro sistema. De esta manera toda la potencia de los motores es empleada para la elevación, a diferencia de un aparato con rotor de cola.

## Funcionamiento
Cada rotor usa el colectivo para ascender o descender (igual que en rotor único). El funcionamiento del cíclico es distinto, ya que para avanzar el rotor delantero reduce el paso colectivo reduciendo su empuje mientras que el rotor trasero lo aumenta,. produciendo más empuje y levantando la cola, y viceversa para retroceder. Para girar (pedales) es algo distinto a los helicópteros de rotor único: un rotor se inclina hacia un lado mientras el otro rotor lo hace hacia el lado contrario, de este modo se consigue un giro sobre sí mismo.

## Historia del diseño y operativa

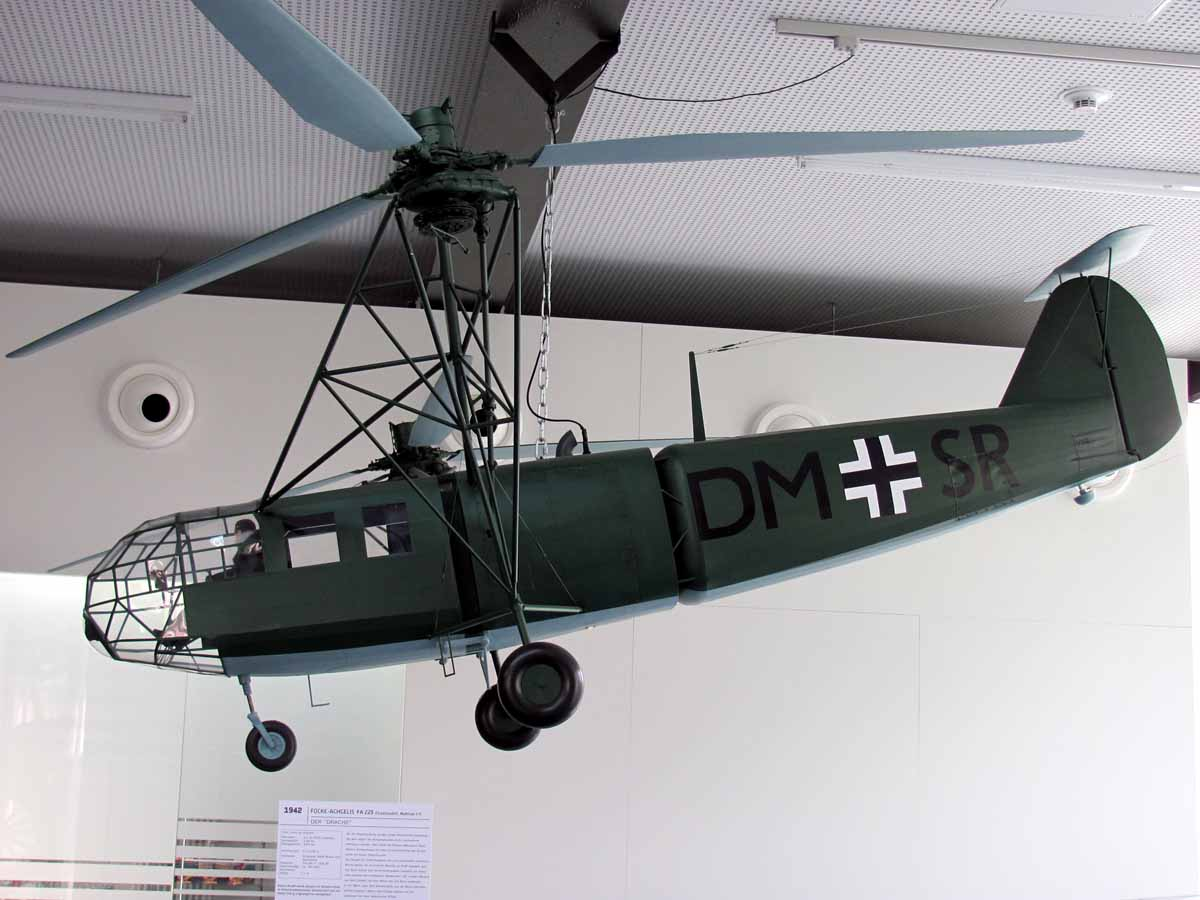
Focke-Achgelis Fa 223, primer helicóptero con rotores en tándem. Nótese que los rotores se encuentran a derecha e izquierda del fuselaje.

El primer modelo de helicóptero con de rotores en tándem operativo y controlable en vuelo fue el alemán Focke-Wulf Fw 61, a pesar de contar todavía con ciertos elementos propios del autogiro de Juan de la Cierva, como una hélice frontal que impulsaba el artefacto hacia adelante; el prototipo voló sin problemas el año 1936. El ascenso y la estabilidad vertical eran ya perfectas de manera que se resolvió perfeccionar el diseño y comenzar la fabricación en serie, suprimiendo la hélice frontal. Más tarde y por problemas políticos y de patentes -la empresa norteamericana ITT había adquirido un porcentaje importante de la empresa del diseñador Focke- los mismos diseñadores Henrich Focke y Gerd Achgelis reunidos en una nueva sociedad, diseñarían el Focke-Achgelis Fa 223, que voló sin defectos en 1938 o 1939 para entrar enseguida en línea de producción, gracias sobre todo al impulso que le diera la línea aérea Lufthansa a una variante conocida como "226", de cuyo modelo se encargaron algunos ejemplares. Este presentaba ya todas las características propias que distinguen hoy en día el sistema de rotores en tándem, aunque el vuelo fuera de ángulo diferente, con frente a los 90 grados, a lo que hoy se acostumbra ver. Poco tiempo después, aparecería en los Estados Unidos un clon, el Platt-LePage XR-1, ofreciendo una configuración semejante al Focke-Achgelis, pero nunca llegaría a ser operativo por defectos de diseño.

## Lista de algunos helicópteros con rotores en tándem
- Focke-Achgelis Fa 223 (1939)
- HRP Rescuer (1945)
- Piasecki PV-14 (1948)
- HERC Jov-3 (1948)
- Piasecki H-21 (1949)
- McCulloch MC-4 (1951)

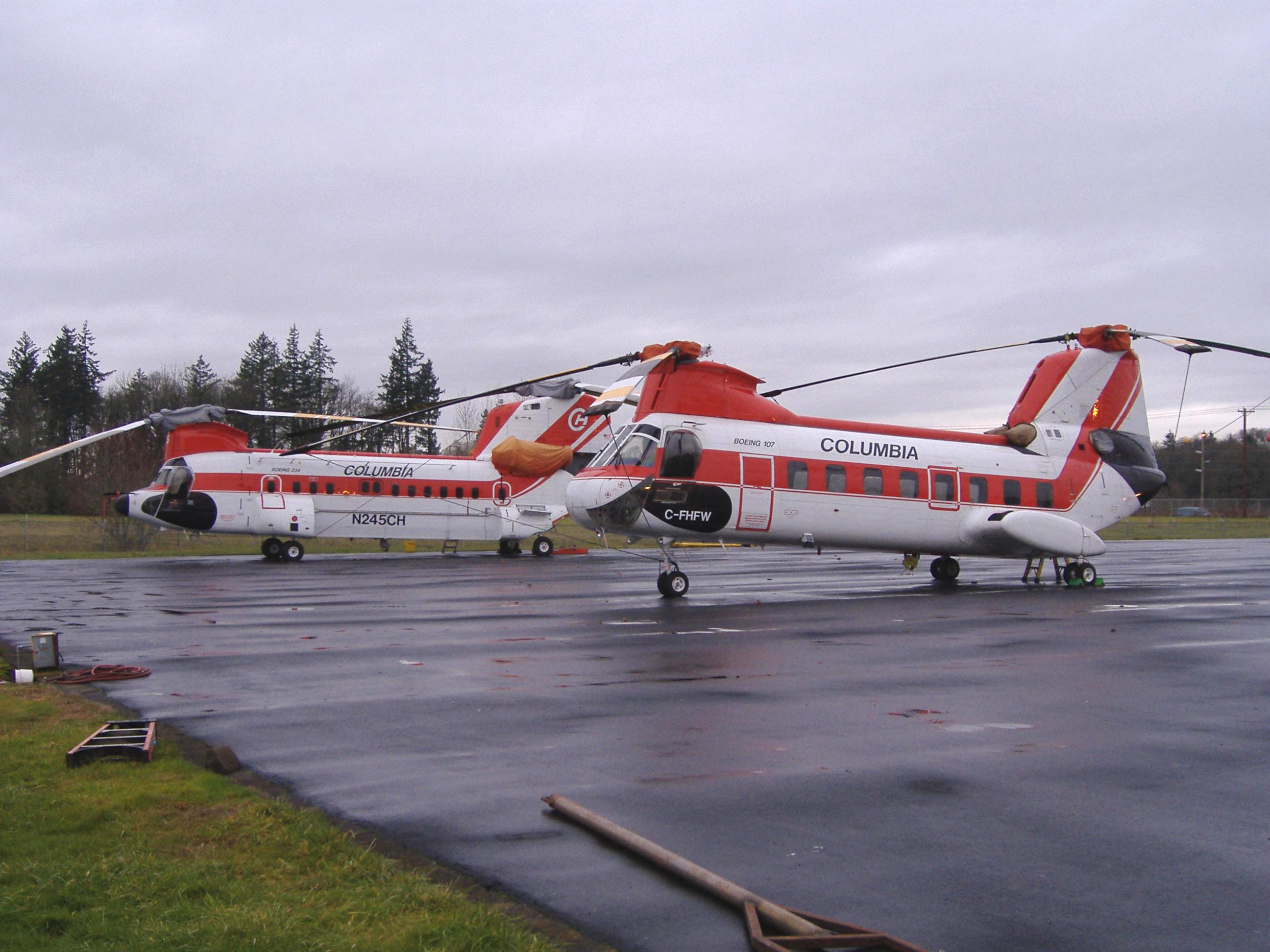
Un Boeing Vertol 107-II y un Boeing 234 operados por Columbia Helicopters.

- Piasecki H-25/HUP Retriever (1952)
- Yakovlev Yak-24 (1952)
- Bristol Belvedere (1952)
- Piasecki H-16 (1953)
- Piasecki H-21 (1953)
- Bell HSL (1953)
- Boeing Vertol 107-II (1958)
- CH-46 Sea Knight (1960)
- CH-47 Chinook (1961)
- Jovair Sedan 4A (1963)
- Fliper Beta 200 (1966)
- Fliper Beta 400 (1967)
- Boeing Vertol XCH-62 (1970s - not completed)
- Boeing Model 234 (1981)
- Boeing Model 360 (1987)